# アンソニー・グレイ (第11代ケント伯爵)
第11代ケント伯爵アンソニー・グレイ（英語: Anthony Grey, 11th Earl of Kent、1645年6月11日 – 1702年8月19日）は、イングランド貴族。トーリー党所属。1645年から1651年までグレイ卿の儀礼称号を使用した。

## 生涯
第10代ケント伯爵ヘンリー・グレイと2人目の妻アマベル・ベン（Amabel Benn）の息子として、1645年6月11日に生まれた。1651年5月28日に父が死去すると、ケント伯爵の爵位を継承した。1658年5月31日にケンブリッジ大学トリニティ・カレッジに入学、1661年にM.A.の学位を修得した。
1663年3月2日、メアリー・ルーカス（1702年11月1日没、初代シェンフィールドのルーカス男爵ジョン・ルーカスの娘、1663年5月7日に初代クラッドウェルのルーカス女男爵に叙爵）と結婚、1男1女を儲けた。
- ヘンリー（1671年 – 1740年） - 第12代ケント伯爵、後に初代ケント公爵に叙爵
- アマベル（Amabel）

メアリー2世の葬儀（1695年）とアン女王の戴冠式（1702年）に参加、アン女王の戴冠式では宝剣を持つ役割を務めた。
1702年8月19日にタンブリッジで急死、息子ヘンリーが爵位を継承した。